# Hadogenes trichiurus
Espèce
Synonymes
- Scorpio trichiurus Gervais, 1843
- Ischnurus melampus C. L. Koch, 1843
- Ischnurus pectinator Thorell, 1876
- Hadogenes pallidus Pocock, 1898
- Hadogenes whitei Purcell, 1899
- Hadogenes trichiurus paucidens Werner, 1939 nec Pocock, 1896

Hadogenes trichiurus est une espèce de scorpions de la famille des Hormuridae.

## Distribution
Cette espèce est endémique d'Afrique du Sud.

## Liste des sous-espèces
Selon The Scorpion Files (18/06/2020) :
- Hadogenes trichiurus caffer Hewitt, 1918
- Hadogenes trichiurus graciloides Hewitt, 1918
- Hadogenes trichiurus pallidus Pocock, 1898
- Hadogenes trichiurus parvus Hewitt, 1925
- Hadogenes trichiurus trichiurus (Gervais, 1843)
- Hadogenes trichiurus werneri Fet, 1997
- Hadogenes trichiurus whitei Purcell, 1899

## Systématique et taxinomie
Cette espèce a été décrite sous le protonyme Scorpio trichiurus par Gervais en 1843. Elle est placée dans le genre Ischnurus par Thorell en 1876 puis dans le genre Hadogenes par Kraepelin en 1894.

## Publications originales
- Gervais, 1843 : Remarques sur la famille des scorpions et description de plusieurs espèces nouvelles de la collection du Muséum. Société Philomatique de Paris Extraits des Procès-Verbaux des Séances, vol. 5, no 7, p. 129-131 (texte intégral).
- Pocock, 1898 : The Arachnida from the province of Natal, South Africa, contained in the collection of the British Museum. Annals and Magazine of Natural History, sér. 7, vol. 2, p. 197-226 (texte intégral).
- Purcell, 1899 : New South African scorpions in the collection of the South African Museum. Annals of the South African Museum, vol. 1, p. 433–438 (texte intégral)
- Hewitt, 1918 : A survey of the scorpion fauna of South Africa. Transactions of the Royal Society of South Africa, vol. 6, p. 89–192 (texte intégral).
- Hewitt, 1925 : Descriptions of some African Arachnida. Records of the Albany Museum, vol. 3, p. 277-299.
- Fet, 1997 : Notes on the taxonomy of some old world scorpions (Scorpiones: Buthidae, Chactidae, Ischnuridae, Scorpionidae). Journal of Arachnology, vol. 25 no 3, p. 245-250 (texte intégral).